# Okręg wyborczy West Fife
Okręg wyborczy West Fife powstał w 1885 r. i wysyłał do brytyjskiej Izby Gmin jednego deputowanego. Okręg obejmował zachodnią część hrabstwa Fife. Został zlikwidowany w 1974 r.

## Deputowani do brytyjskiej Izby Gmin z okręgu West Fife
- 1885–1889: Robert Preston Bruce, Partia Liberalna
- 1889–1900: Augustine Birrell, Partia Liberalna
- 1900–1910: John Deans Hope, Partia Liberalna
- 1910–1931: William Adamson, Partia Pracy
- 1931–1935: Charles Black Milne, Partia Konserwatywna
- 1935–1950: Willie Gallacher, Komunistyczna Partia Wielkiej Brytanii
- 1950–1974: Willie Hamilton, Partia Pracy